# Pfullinger Hallen
Die Pfullinger Hallen (im Volksmund auch oft einfach: die Hallen) sind eine 1907 eröffnete Mehrzweckhalle in Pfullingen. Sie sind neben dem Schönbergturm, der Martinskirche und der Klosterkirche eines der bekanntesten und sehenswertesten Gebäude der Stadt. Besonders hervorzuheben ist die Gestaltung der Wände des Festsaals, die vollständig mit Malereien bekannter Künstler bedeckt sind. Die Pfullinger Hallen wurden von Louis Laiblin gestiftet und von Theodor Fischer entworfen.

## Beschreibung

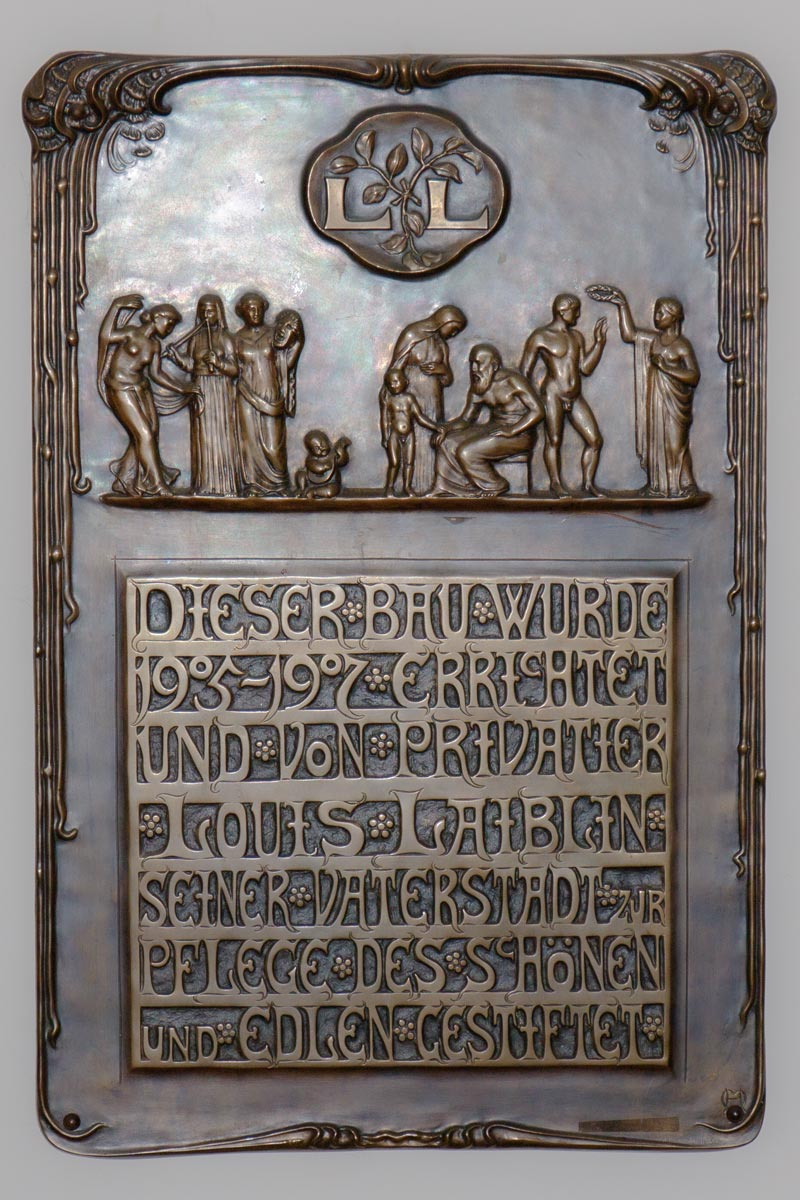
Stiftungsplakette am Eingang

Die Pfullinger Hallen bestehen im Wesentlichen aus dem Festsaal und der Turnhalle. Beide lassen sich auch durch das Öffnen der Trennwand zu einem größeren Saal kombinieren. Auf der nordöstlichen Seite des Gebäudes befindet sich das langgezogene Foyer, über das sowohl der Festsaal als auch die Turnhalle betreten werden. Das Foyer verfügt über zwei seitliche ebenerdige Eingänge sowie über zwei lange parallele Treppenaufgänge an der Vorderseite. Im Untergeschoss des Gebäudes befinden sich Betriebsräume, eine Umkleidekabine sowie eine Hausmeisterwohnung.
Der Festsaal ist 20 Meter breit, 16 Meter lang und 10 Meter hoch. Er verfügt über eine angeschlossene 8,5 Meter breite und 5,7 Meter tiefe Bühne. Die Vorbühne ragt 2,8 Meter weit in den Saal hinein. Neben der Bühne liegen die Umkleideräume für Künstler. Die Bühne ist mit einer Leinwand, einer einfachen Theaterbeleuchtung, einigen Handkonterzügen, Vorhängen sowie Soffitten ausgestattet. Der Festsaal verfügt außerdem über eine Beschallungsanlage und einen Konzertflügel. In der Rückwand des Festsaals befindet sich außerdem eine persönliche Loge für Louis Laiblin.
Die Turnhalle verfügt über diverse Sportgeräte und Spielfeldmarkierungen. An die Turnhalle angeschlossen ist eine große Küche, die für die Bewirtung der Hallen genutzt werden kann.

## Baugeschichte

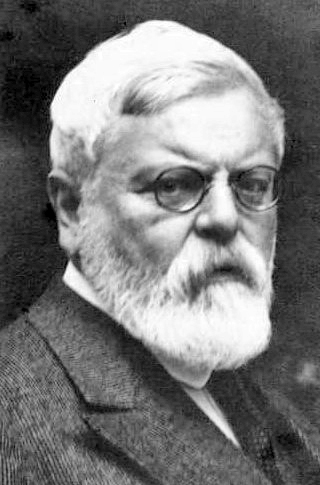
Theodor Fischer

Anfang des 20. Jahrhunderts kam bei den damals bedeutendsten Vereine Pfullingens, dem Liederkranz und dem Turnverein, der Wunsch nach eigenen Vereinsheimen auf. Im Jahr 1903 wandten sich beide an den Mäzen und Kunstfreund Louis Laiblin und baten ihn um Hilfe bei der Finanzierung. Dieser hatte daraufhin die Idee eines Gesellschaftshauses, das gleichzeitig Sport und Kultur dienen sollte. Im darauffolgenden Jahr erklärte er sich dazu bereit, dieses zu stiften, und beauftragte den renommierten Architekten Theodor Fischer mit dem Entwurf und dem Bau des Gebäudes. Im Sommer 1904 begann man mit dem Bau der Fundamente. Dazu wurden in den sandigen Boden des Echaztals Eichenpfähle eingetrieben. Das Gebäude selbst wurde aus Eisenbeton gefertigt. 1905 stand der Rohbau; 1907 wurde das Gebäude fertiggestellt. Die Gesamtkosten des Baus betrugen rund 200.000 Mark.
Am 24. Oktober 1907 wurden die Pfullinger Hallen an die Stadt Pfullingen übergeben. Die Stiftungsurkunde besagt, dass das Gebäude „zur Pflege des Schönen und Edlen gedacht“ ist. Dieser Satz findet sich auch auf der Stiftungsplakette am Eingang des Gebäudes wieder. Am 3. November 1907 spielten der Liederkranz und die Stadtkapelle Reutlingen – die Stadtkapelle Pfullingen war erst vier Jahre zuvor gegründet worden – das erste Konzert im neuen Gebäude. Am 1. Dezember desselben Jahres fand mit dem Streichorchester der Tübinger Regimentskapelle das erste öffentliche Konzert statt.
1925 und 1953 mussten die Wandbilder bereits restauriert werden. 2012 musste das Fundament saniert werden, nachdem festgestellt wurde, dass die Pfähle morsch waren. Seit Mitte der 2010er-Jahre wird ein größerer Umbau der Hallen geplant, der die Flächennutzung innerhalb des Gebäudes an den heutigen Bedürfnissen ausrichten soll. So soll unter anderem die Situation der Sanitäranlagen, Umkleidekabinen, Besuchergarderoben und Lagerflächen verbessert werden.

## Heutige Nutzung
Die Turnhalle wird von den Pfullinger Schulen für den Sportunterricht genutzt. Abends und an den Wochenenden finden dort Trainings der Sportvereine statt.
Der Festsaal und die Turnhalle können von jedermann für Veranstaltungen angemietet werden. Häufige Veranstaltungen sind zum Beispiel Konzerte, Opern- und Musicalaufführungen, Volksfeste, Bürgerempfänge, städtische Festakte, Abschlussfeiern, Messen, Kleiderbörsen, Blutspendetage, Betriebsfeiern und Hochzeitsfeiern. Die Nutzer sind meistens ortsansässige Vereine, Orchester, Chöre, Schulen, die städtische Musikschule und die Stadtverwaltung aber auch private und gewerbliche Nutzer.
Während der Coronapandemie werden die Pfullinger Hallen auch häufig für kleinere Veranstaltungen wie zum Beispiel Gemeinderatssitzungen genutzt, um den erforderlichen Mindestabstand zwischen den Teilnehmern wahren zu können.

## Kunst im Festsaal
Der Festsaal ist rundum mit Gemälden und anderen Kunstwerken ausgekleidet. Architekt Theodor Fischer beauftragte Adolf Hölzel mit der Ausmalung des Saals. Dieser verzichtete jedoch zugunsten einiger seiner Schüler auf den Auftrag. Folgende Künstler waren an der Gestaltung der Pfullinger Hallen beteiligt:
- Louis Moilliet schuf die Malereien an der Bühnenseite. Direkt über der Bühne befindet sich Das Erwachen des Menschen. Links und rechts davon platzierte Moilliet Das Herannahen der Liebe und Das kommen des Frühlings, die beide zur Mitte hin streben. Neben der Bühne sind Musik und Tanz dargestellt.
- Melchior von Hugo gestaltete die Rückseite der Halle rund um den bogenförmigen Übergang zur Turnhalle. Er entschied sich für ein einziges großes Bild, das sich über die gesamte Fläche der Wand erstreckt. Julius Baum beschrieb das Dargestellte folgendermaßen: „Apoll, in lichter Höhe thronend, erweckt durch sein Geigenspiel die musischen Genien und die Kräfte der Natur und zieht sie in rhythmischen Reigen zu sich empor.“[22]
- Hermine Winkler fertigte die Bildteppiche, die die Trennwand zwischen Festsaal und Turnhalle schmücken. Die Entwürfe dazu lieferte Richard Mahn. Die Teppiche wurden erst nachträglich von Laiblin gestiftet.
- Hans Brühlmann malte die Werke an der rechten Seite des Saals. Er entschied sich für zwei Bilder mit den Titeln Die Herabkunft der Freude (links) und Resignation (rechts). Ersteres zeigt einen Jüngling, der mit einem grünen Zweig in der Hand vom Himmel herab steigt. Die Resignation wird durch eine Gruppe von Personen in müder Haltung dargestellt.
- Karl Albiker schuf die sich ebenfalls auf der rechten Seite befindende Skulptur. Sie steht dort über der Eingangstür und zeigt eine Frau auf einer Raubkatze.
- Ulrich Nitschke bemalte die linke Seite des Festsaals im Jugendstil. Das linke Bild zeigt zwei Löwen, die zum Angriff auf eine Gruppe von Personen anzusetzen scheinen. Im rechten Bild werden die Löwen durch das Spiel auf einer Lyra besänftigt. Nitschke gestaltete außerdem auch den Bühnenvorhang und die Ornamente rund um die Fenster.
- Bruno Goldschmitt fertigte ein Bühnenbild, das eine Bodenseelandschaft zeigte und mittlerweile überstrichen ist.
- Eduard Pfennig gestaltete die Turnhalle und das Treppenhaus. Auch diese Werke sind inzwischen größtenteils überstrichen.

Alle Gemälde können in einem virtuellen 3D-Rundgang durch das Gebäude besichtigt werden; siehe dazu nachfolgend die Weblinks.